# Jaguari
Jaguari es un municipio brasileño ubicado en la microrregión de Santa Maria, del estado de Rio Grande do Sul. Se divide en cuatro distritos (Sede, Santo Isidro, Ijucapirama y Taquarichim) y se encuentra a unos 400 km de la capital Porto Alegre.

## Toponimia
La palabra jaguari es de origen tupí-guaraní, y significaría: "relativo a jaguar".

## Generalidades
Se encuentra ubicado a una latitud de 29º29'51" Sur y una longitud de 54º41'24" Oeste, estando a una altitud de 112 metros sobre el nivel del mar. Su población estimada para el año 2004 era de 12.354 habitantes. Ocupa una superficie de 685,39 km².